# Федеральный базисный учебный план для образовательных учреждений Российской Федерации
Федеральный базисный учебный план для образовательных учреждений Российской Федерации — нормативный правовой акт, устанавливающий перечень учебных предметов и объём учебного времени, отводимого на их изучение по ступеням общего образования и учебным годам.
Разработан на основе государственного стандарта общего образования и является основой для разработки региональных (национально-региональных) учебных планов и учебных планов образовательных учреждений.
В федеральном базисном учебном плане предложено годовое распределение часов, что даёт возможность образовательным учреждениям перераспределять нагрузку в течение учебного года, использовать модульный подход, строить учебный план на принципах дифференциации и вариативности.
Для образовательных учреждений с русским и родным (нерусским) языком обучения предложены примерные учебные планы с традиционным (недельным) распределением учебных часов.

## Федеральный базисный учебный план по этапам обучения
Федеральный базисный учебный план для I—IV классов ориентирован на 4-летний нормативный срок освоения образовательных программ начального общего образования. Продолжительность учебного года: I класс — 33 учебные недели, II—IV классы — не менее 34 учебных недель. Продолжительность урока для I класса — 35 минут, для II—IV классов — 35—45 минут.
Федеральный базисный учебный план для V—IX классов ориентирован на 5-летний нормативный срок освоения образовательных программ основного общего образования. Федеральный базисный учебный план основного общего образования ориентирован на 35 учебных недель в год. По решению органов управления образованием и образовательных учреждений продолжительность учебного года может быть изменена в пределах от 34 до 37 учебных недель. Продолжительность урока — 45 минут.
Режим работы по пятидневной или шестидневной учебной неделе определяется образовательным учреждением самостоятельно.

## Компоненты базисного учебного плана
В федеральном базисном учебном плане устанавливается соотношение между федеральным компонентом, региональным (национально-региональным) компонентом и компонентом образовательного учреждения:
- федеральный компонент — не менее 75 процентов от общего нормативного времени, отводимого на освоение основных образовательных программ общего образования;
- региональный (национально-региональный) компонент — не менее 10 процентов;
- компонент образовательного учреждения — не менее 10 процентов.

Дополнительным резервом увеличения регионального (национально-регионального) компонента и компонента образовательного учреждения является увеличение продолжительности учебного года в установленных пределах.
В федеральном компоненте федерального базисного учебного плана определено количество учебных часов на изучение учебных предметов федерального компонента государственного стандарта общего образования.
Соотношение распределения регионального (национально-регионального) компонента и компонента образовательного учреждения по ступеням общего образования и учебным годам устанавливается субъектом Российской Федерации с учётом того, что на компонент образовательного учреждения отводится не менее 10 процентов. Часы регионального (национально-регионального) компонента и компонента образовательного учреждения могут использоваться для углублённого изучения учебных предметов федерального компонента базисного учебного плана, для введения новых учебных предметов, факультативов, дополнительных образовательных модулей, спецкурсов и практикумов, проведения индивидуальных и групповых занятий, для организации обучения по индивидуальным образовательным программам и самостоятельной работы обучающихся в лабораториях, библиотеках, музеях.
В IX классе часы регионального (национально-регионального) компонента и компонента образовательного учреждения рекомендуется отводить на организацию предпрофильной подготовки обучающихся.
При проведении учебных занятий по «Иностранному языку» (II—IX классы), «Технологии» (V—IX классы), а также по «Информатике и ИКТ», «Физике» и «Химии» (во время проведения практических занятий) осуществляется деление классов на две группы: в городских образовательных учреждениях при наполняемости 25 и более человек, в сельских — 20 и более человек.
При наличии необходимых условий и средств возможно деление на группы классов с меньшей наполняемостью, при проведении занятий по другим учебным предметам.
Рекомендуется деление IX классов на группы при организации предпрофильной подготовки.

## Особенности федерального базисного учебного плана
В соответствии с Концепцией модернизации российского образования на период до 2010 года в федеральном базисном учебном плане увеличено количество учебных часов на освоение обучающимися предметов социально-экономического цикла, иностранных языков и информатики.

## Учебные предметы
При составлении учебных планов образовательных учреждений часы, отведённые на преподавание «Родного языка и литературы», рекомендуется использовать следующим образом:
- в образовательных учреждениях с русским языком обучения не менее 270 часов на ступени начального общего образования и не менее 245 часов на ступени основного общего образования дополнительно отводить на преподавание учебного предмета «Русский язык», не менее 202 часов на ступени начального общего образования дополнительно отводить на преподавание учебного предмета «Литературное чтение»;
- в образовательных учреждениях с родным (нерусским) языком обучения не менее 34 часов на ступени начального общего образования и не менее 105 часов на ступени основного общего образования дополнительно отводить на преподавание учебного предмета «Русский язык», не менее 245 часов на ступени основного общего образования дополнительно отводить на преподавание учебного предмета «Литература».

Количество часов, отводимых в образовательных учреждениях с русским (неродным) и родным (нерусским) языком обучения на преподавание учебного предмета «Родной (нерусский) язык и литература», устанавливается субъектом Российской Федерации и/или самостоятельно образовательным учреждением.
Учебный предмет «Иностранный язык» изучается со II класса, увеличено общее количество часов на его изучение (со II по IX класс на 6 часов в неделю). Предложенный объём учебного времени достаточен для освоения иностранного языка на функциональном уровне.
Учебный предмет «Окружающий мир (человек, природа, общество)» изучается с I по IV класс по 2 часа в неделю. Учебный предмет является интегрированным. В его содержание дополнительно введены развивающие модули и разделы социально-гуманитарной направленности, а также элементы основ безопасности жизнедеятельности.
«Информатика и информационно-коммуникационные технологии (ИКТ)», направленные на обеспечение всеобщей компьютерной грамотности, изучаются в III—IV классах в качестве учебного модуля и с VIII класса — как самостоятельный учебный предмет.
Часы, отведённые в I—II классах на преподавание учебных предметов «Искусство (ИЗО)» (1 час в неделю) и «Технология (Труд)» (1 час в неделю), по решению образовательного учреждения могут быть использованы для преподавания интегрированного учебного предмета «Изобразительное искусство и художественный труд» (2 часа в неделю).
Учебный предмет «Природоведение» (V класс) по решению образовательного учреждения может изучаться и в VI классе (2 часа в неделю) за счёт объединения часов, отведённых на освоение учебных предметов «География» (1 час в неделю) и «Биология» (1 час в неделю).
Учебный предмет «Обществознание» изучается с VI по IX класс. Увеличено количество часов на его изучение (с 2 до 4 часов на ступени основного общего образования). Учебный предмет является интегрированным, построен по модульному принципу и включает содержательные разделы: «Общество», «Человек», «Социальная сфера», «Политика», «Экономика» и «Право».
Учебный предмет «География» сокращён на 1 час за счёт объединения преподавания физической и экономической географии в единый синтезированный учебный предмет, перевода части его содержания (элементы экономико-политического содержания) в учебный предмет «Обществознание».
Учебный предмет «Биология» сокращён на 1 час за счёт существенной разгрузки его содержания по разделам ботаники и зоологии в федеральном компоненте государственного стандарта общего образования. Одновременно в данном учебном предмете значительно расширен и углублён раздел «Человек».
Учебный предмет «Искусство» изучается и в IX классе. Таким образом, преподавание данного учебного предмета стало непрерывным.
Учебный предмет «Технология» построен по модульному принципу с учётом возможностей образовательного учреждения и потребностей региона.
Часы учебного предмета «Технология» в IX классе передаются в компонент образовательного учреждения для организации предпрофильной подготовки обучающихся.
На преподавание учебного предмета «Физическая культура» рекомендуется отводить дополнительный третий час из регионального (национально-регионального) компонента, в исключительных случаях — из компонента образовательного учреждения.
Учебный предмет «Основы безопасности жизнедеятельности» вводится для изучения на ступени основного общего образования. На его освоение отведён 1 час в неделю в VIII классе. Часть традиционного содержания предмета, связанная с правовыми аспектами военной службы, перенесена в учебный предмет «Обществознание».
На ступени основного общего образования для организации изучения обучающимися содержания образования краеведческой направленности в региональный (национально-региональный) компонент перенесены часы: в VI классе — 1 час в неделю учебного предмета «География» и 1 час в неделю учебного предмета «Биология»; в VIII классе — 1 час в неделю учебного предмета «Искусство» и 1 час в неделю учебного предмета «Технология»; в IX классе — 1 час в неделю учебного предмета «История». Указанные часы рекомендуется использовать для преподавания интегрированного учебного предмета «Краеведение» или для преподавания краеведческих модулей в рамках соответствующих учебных предметов федерального компонента.
В образовательных учреждениях с русским (неродным) языком обучения рекомендуется использовать компонент образовательного учреждения, 6-й учебный день в неделю и резервы продолжительности учебного года для преподавания учебного предмета «Родной (нерусский) язык и литература». В I классе указанных учреждений допускается использование учебных часов, отведённых на изучение учебных предметов «Технология (Труд)» и/или «Искусство», для преподавания учебного предмета «Родной (нерусский) язык и литература» с последующим (во II—IV классах) возвращением занятых учебных часов из компонента образовательного учреждения.
Среднее (полное) общее образование — завершающая ступень общего образования, призванная обеспечить функциональную грамотность и социальную адаптацию обучающихся, содействовать их общественному и гражданскому самоопределению. Эти функции предопределяют направленность целей на формирование социально грамотной и социально мобильной личности, осознающей свои гражданские права и обязанности, ясно представляющей потенциальные возможности, ресурсы и способы реализации выбранного жизненного пути. Эффективное достижение указанных целей возможно при введении профильного обучения, которое является «системой специализированной подготовки (профильного обучения) в старших классах общеобразовательной школы, ориентированной на индивидуализацию обучения и социализацию обучающихся, в том числе с учетом реальных потребностей рынка труда, <…> отработки гибкой системы профилей и кооперации старшей ступени школы с учреждениями начального, среднего и высшего профессионального образования».
Профильное обучение — средство дифференциации и индивидуализации обучения, которое позволяет за счёт изменений в структуре, содержании и организации образовательного процесса более полно учитывать интересы, склонности и способности обучающихся, создавать условия для образования старшеклассников в соответствии с их профессиональными интересами и намерениями в отношении продолжения образования. При этом существенно расширяются возможности выстраивания обучающимся индивидуальной образовательной траектории.
Переход к профильному обучению позволяет:
создать условия для дифференциации содержания обучения старшеклассников, построения индивидуальных образовательных программ;
обеспечить углублённое изучение отдельных учебных предметов;
установить равный доступ к полноценному образованию разным категориям обучающихся, расширить возможности их социализации;
обеспечить преемственность между общим и профессиональным образованием.
Принципы построения федерального базисного учебного плана для X—XI классов основаны на идее двухуровневого (базового и профильного) федерального компонента государственного стандарта общего образования. Исходя из этого, учебные предметы могут быть представлены в учебном плане образовательного учреждения и/или выбраны для изучения обучающимся либо на базовом, либо на профильном уровне.
Выбирая различные сочетания базовых и профильных учебных предметов и учитывая нормативы учебного времени, установленные СанПиНами, каждое образовательное учреждение, а при определённых условиях и каждый обучающийся вправе формировать собственный учебный план.
Такой подход оставляет образовательному учреждению широкие возможности организации одного или нескольких профилей, а обучающимся — выбор профильных и элективных учебных предметов, которые в совокупности и составят его индивидуальную образовательную траекторию.
Базовые общеобразовательные учебные предметы — учебные предметы федерального компонента, направленные на завершение общеобразовательной подготовки обучающихся. Федеральный базисный учебный план предполагает функционально полный, но минимальный их набор. Обязательными базовыми общеобразовательными учебными предметами являются: «Русский язык», «Литература», «Иностранный язык», «Математика», «История», «Физическая культура», а также интегрированные учебные предметы «Обществознание (включая экономику и право)» и «Естествознание».
Остальные базовые учебные предметы изучаются по выбору.
Профильные общеобразовательные учебные предметы — учебные предметы федерального компонента повышенного уровня, определяющие специализацию каждого конкретного профиля обучения. Так, «Физика», «Химия», «Биология» являются профильными учебными предметами в естественнонаучном профиле; «Литература», «Русский язык» и «Иностранный язык» — в филологическом профиле; «Обществоведение», «Право», «Экономика» и др. — в социально-экономическом профиле и т. д.
При профильном обучении обучающийся выбирает не менее двух учебных предметов на профильном уровне. В случае, если предметы «Математика», «Русский язык», «Литература», «Иностранный язык», «История» и «Физическая культура», входящие в инвариантную часть федерального базисного учебного плана, изучаются на профильном уровне, то на базовом уровне эти предметы не изучаются.
Совокупность базовых и профильных общеобразовательных учебных предметов определяет состав федерального компонента федерального базисного учебного плана.
Региональный (национально-региональный) компонент для X—XI классов представлен количеством часов, отводимых на его изучение.
Элективные учебные предметы — обязательные учебные предметы по выбору обучающихся из компонента образовательного учреждения. Элективные учебные предметы выполняют три основных функции:
1) развитие содержания одного из базовых учебных предметов, что позволяет поддерживать изучение смежных учебных предметов на профильном уровне или получать дополнительную подготовку для сдачи единого государственного экзамена;
2) «надстройка» профильного учебного предмета, когда такой дополненный профильный учебный предмет становится в полной мере углубленным;
3) удовлетворение познавательных интересов обучающихся в различных сферах человеческой деятельности.
Изменения в составе учебных предметов
1. С учётом возрастающей роли русского языка в многонациональном федеративном государстве и обязательности экзамена по этому предмету при поступлении в любой вуз введён учебный предмет «Русский язык» в объёме 70 часов на базовом уровне и 210 часов на профильном уровне за два года обучения.
2. Усилено внимание к изучению иностранных языков — введён в качестве обязательного учебный предмет «Иностранный язык» в объёме не менее 3 часов в неделю в связи с реализацией задачи «обеспечения освоения выпускниками школы иностранного языка на функциональном уровне».
3. В профилях гуманитарной направленности вводится интегрированный учебный предмет «Естествознание». Это позволяет:
- дать широкие возможности формирования целостной естественнонаучной картины мира;
- ориентировать обучающихся на общеучебные, общеинтеллектуальные умения и навыки, формируемые на межпредметной основе;
- значительно экономить учебное время, высвободившийся резерв которого использовать на расширение и углубление соответствующих учебных предметов (литературы, языков, истории и т. д.);
- снять малоэффективные «одночасовые» предметы, на которые фактически распадётся учебный предмет «Естествознание» в условиях, когда на их совокупность («Физика», «Химия», «Биология») в учебном плане реально выделяется не более 4 часов учебного времени.

При введении этого интегрированного учебного предмета следует иметь в виду:
а) Федеральный базисный учебный план предназначен не только для общеобразовательных учреждений, но и для учреждений начального и среднего профессионального образования, где реализуется как общее, так и профессиональное образование, и где проблема дефицита учебного времени стоит ещё более остро.
б) Федеральный базисный учебный план предполагает необязательность выбора именно этого варианта изучения «Естествознания». Вполне допустимо и в рамках профилей гуманитарной направленности выбрать изучение учебного предмета «Естествознание» или самостоятельных учебных предметов («Физика», «Химия», «Биология») на базовом уровне за счёт времени, отводимого на элективные учебные предметы.
в) Предлагаемый интегрированный учебный предмет «Естествознание» не является суммой знаний по физике, химии, биологии. Он призван решать задачу формирования целостной естественнонаучной картины мира и ознакомления обучающихся с методами познания, характерными для естественных наук. Эта задача в большей степени соответствуют назначению изучения естествознания в профилях гуманитарной направленности — формированию современного научного мировоззрения, самоопределению личности в окружающем мире.
Учебный предмет «Естествознание» может не изучаться в случаях если:
- три учебных предмета естественнонаучного цикла («Физика», «Химия» и «Биология») изучаются на базовом уровне;
- один учебный предмет естественнонаучного цикла изучается на профильном, два — на базовом уровне;
- два учебных предмета естественнонаучного цикла изучаются на профильном, один — на базовом уровне;
- все три учебные предмета естественнонаучного цикла изучаются на профильном уровне.

4. Интегрированный учебный предмет «Обществознание» на ступени среднего (полного) общего образования на базовом уровне включает разделы «Экономика» и «Право», которые могут преподаваться как в составе данного предмета, так и в качестве самостоятельных учебных предметов. На профильном уровне «Обществознание», «Экономика» и «Право» изучаться как самостоятельные учебные предметы в зависимости от выбранного профиля.
Для составления учебного плана образовательного учреждения, класса, группы, обучающегося при профильном обучении на основе федерального базисного учебного плана следует:
Включить в учебный план обязательные учебные предметы на базовом уровне (инвариантная часть федерального компонента).
Включить в учебный план не менее двух учебных предметов на профильном уровне (из вариативной части федерального компонента), которые определят направление специализации образования в данном профиле.
В учебный план также могут быть включены другие учебные предметы на базовом или профильном уровне (из вариативной части федерального компонента).
В случае если выбранный учебный предмет на профильном уровне совпадает с одним из обязательных учебных предметов на базовом уровне, то последний исключается из состава инвариантной части.
Совокупное учебное время, отведённое в учебном плане на учебные предметы федерального компонента (базовые обязательные + профильные + базовые по выбору), не должно превышать 2100 часов за два года обучения. Если после формирования федерального компонента остаётся резерв часов (в пределах до 2100), то эти часы переходят в компонент образовательного учреждения.
Включить в учебный план региональный (национально-региональный) компонент (в объёме 140 часов за два учебных года).
Составление учебного плана завершается формированием компонента образовательного учреждения (в объёме не менее 280 часов за два учебных года).
Часы, отведённые на компонент образовательного учреждения, используются для: преподавания учебных предметов, предлагаемых образовательным учреждением; проведения учебных практик и исследовательской деятельности; осуществления образовательных проектов и т. п. Их также можно использовать для увеличения количества часов, отведённых на преподавание базовых и профильных учебных предметов федерального компонента.
Рекомендуются примерные учебные планы для разных профилей обучения в образовательных учреждениях, реализующих программы среднего (полного) общего образования.
При этом учитывается, что старшая ступень готовит выпускников не только к обучению в вузе, но и к обучению в системе начального и среднего профессионального образования, а также к началу трудовой деятельности. Это, в частности, определило увеличение числа рекомендуемых профилей технологического направления.
Представленные варианты учебных планов отдельных профилей являются примерными и имеют рекомендательный характер. Их следует рассматривать как иллюстрацию возможного использования предложенного механизма формирования конкретного учебного плана и демонстрацию принципа его построения из учебных предметов трех типов: базовых, профильных и элективных.
При проведении занятий по «Иностранному языку», «Технологии», «Физической культуре», а также по «Информатике и ИКТ», «Естествознанию», «Физике» и «Химии» (во время проведения практических занятий) осуществляется деление классов на две группы: в городских образовательных учреждениях при наполняемости 25 и более человек, в сельских — 20 и более человек.
При наличии необходимых условий и средств для организации профильного обучения, в том числе изучения элективных учебных предметов, возможно деление на группы классов с меньшей наполняемостью.